# Skrzelonogi Polski
Liczba gatunków skrzelonogów (Branchiopoda) stwierdzonych w Polsce wynosi ponad 110 taksonów.

## Skrzelonogi(Branchiopoda)

### Bezpancerzowce (Anostraca)
Rodzina solowcowate Artemiidae

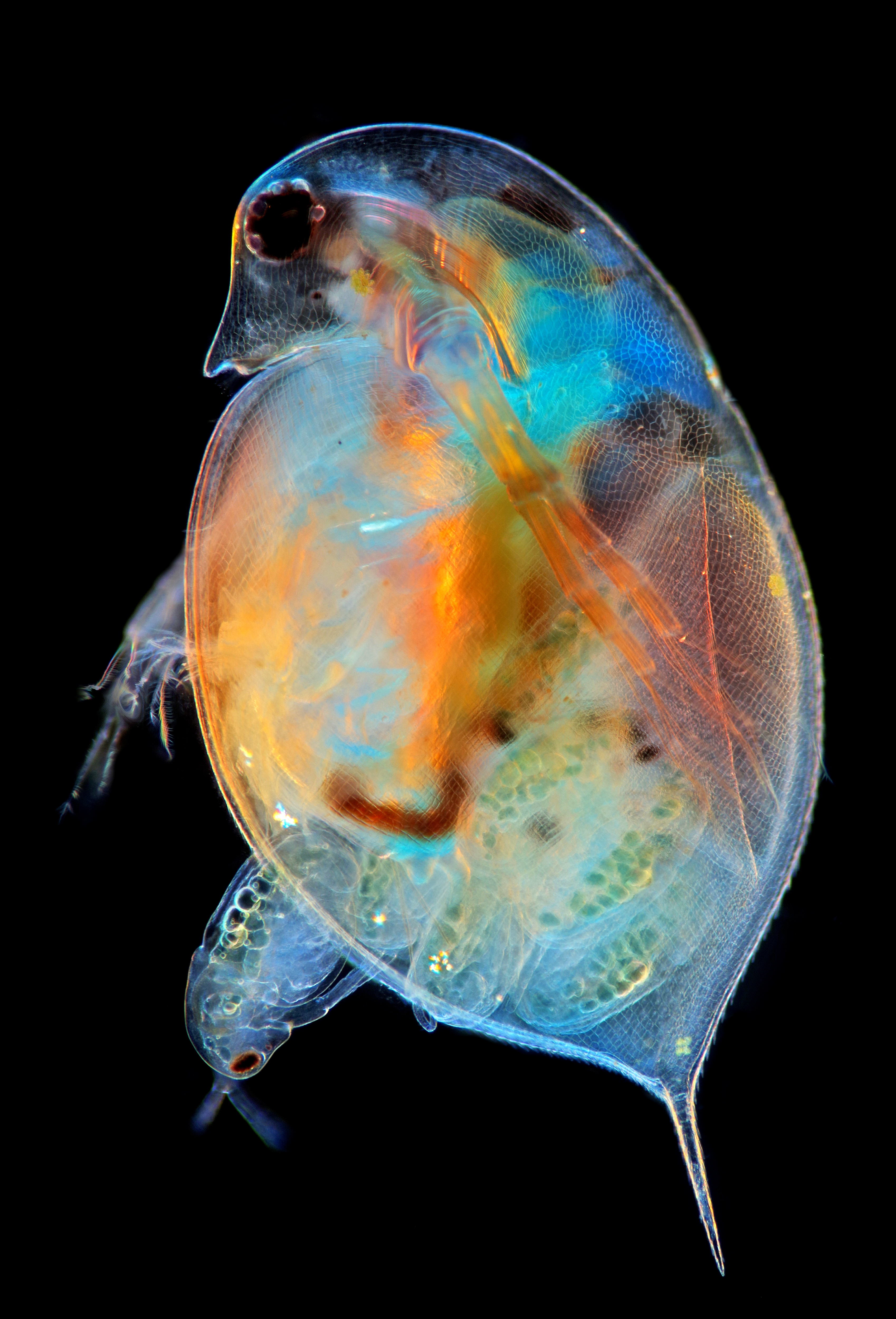
Moment wydawania na świat potomstwa przez wioślarkę z rodzaju Daphnia. Powiększenie 100X, technika oświetleniowa łączona - ciemne pole i polaryzacja.

- Artemia salina (Linnaeus, 1758) - solowiec

Rodzina skrzelopływkowate Branchinectidae
- Branchinecta paludosa (O. F. Muller, 1788) - skrzelopływka bagienna

Rodzina zadychrowate Branchipodidae
- Branchipus shaefferi (Fischer, 1834) – zadychra pospolita

Rodzina Chirocephalidae
- Chirocephalus diaphanus Prevost, 1803
- Pristicephalus hungaricus Kertesz, 1956
- Pristicephalus josephinae (Grube, 1853)
- Siphonophanes grubei (Dybowski, 1860)

Rodzina Streptocephalidae
- Streptocephalus torvicornis (Waga 1842)

### Przekopnice (Notostraca)
Rodzina przekopnicowate Triopsidae
- Lepidurus apus - przekopnica wiosenna
- Triops cancriformis - przekopnica właściwa

### Dwupancerzowce (Diplostraca)
Rodzina Cyzicidae
- Cyzicus cycladoides (Joly, 1815)
- Cyzicus tetracerus (Krynicki, 1830)

Rodzina Limnadiidae
- Limnadia lenticularis (Linnaeus, 1761) – małżynka spłaszczona[2]

Rodzina Lynceidae
- Lynceus brachyurus O. F. Muller, 1785

Rodzina Sididae Baird, 1850
- Diaphanosoma brachyurum (Lievin, 1848)
- Latona setifera (O. F. Muller, 1785)
- Sida crystalina (O. F. Muller, 1776)

Rodzina Holopediidae G.O. Sars, 1865
- Holopedium gibberum Zaddach, 1855

Rodzina rozwielitkowate Daphniidae Straus, 1820
- Ceriodaphnia affinis Lilljeborg, 1900
- Ceriodaphnia laticauda P. E. Muller, 1867
- Ceriodaphnia megops Sars, 1862
- Ceriodaphnia pulchella Sars, 1862
- Ceriodaphnia quadrangula (O. F. Muller, 1785)
- Ceriodaphnia reticulata (Jurine, 1820)
- Ceriodaphnia rotunda Sars, 1862
- Ceriodaphnia setosa Matile, 1890
- Daphnia cristata Sars, 1862
- Daphnia cucullata Sars, 1862
- Daphnia hyalina Leydig, 1860
- Daphnia longiremis Sars, 1862
- Daphnia longispina O. F. Muller, 1785
- Daphnia magna Straus, 1820
- Daphnia pulex (De Geer, 1778) - rozwielitka pchłowata
- Moina brachiata (Jurine, 1820)
- Moina macrocopa (Straus, 1820)
- Moina micrura Kurz, 1874
- Scapholeberis aurita (Fischer, 1849)
- Scapholeberis erinaceus Daday, 1904
- Scapholeberis kingi Sars, 1903
- Scapholeberis microcepahla Lilljeborg, 1900
- Scapholeberis mucronata (O. F. Muller, 1785)
- Simocephalus congener Schoedler, 1858
- Simocephalus expinosus (Koch, 1841)
- Simocephalus lusaticus (Herr, 1917)
- Simocephalus serrulatus (Koch, 1841)
- Simocephalus vetulus (O. F. Muller, 1776)

Rodzina Bosminidae Baird, 1845
- Bosmina coregoni Baird, 1857
- Bosmina longirostris (O. F. Muller, 1785)
- Bosmina maritima P. E. Muller, 1867

Rodzina Macrothricidae
- Acantholeberis curvirostris (O. F. Muller, 1776)
- Bunops serricaudata (Daday, 1888)
- Drepanothrix dentata (Euren, 1861)
- Ilyocryptus acutifrons Sars, 1862
- Ilyocryptus agilis Kurz, 1878
- Ilyocryptus sordidus (Lievin, 1848)
- Lathonura rectirostris (O. F. Muller, 1785)
- Macrothrix hirsuticornis Norman et Brady, 1867
- Macrothrix laticornis (Jurine, 1820)
- Macrothrix rosea (Jurine, 1820)
- Ophryoxus gracilis Sars, 1861
- Streblocerus serricaudatus (Fischer, 1849)

Rodzina Chydoridae Stebbing, 1902
- Acroperus elongatulus (Sars, 1862)
- Acroperus harpae (Baird, 1834)
- Alona costata Sars, 1862
- Alona guttata Sars, 1862
- Alona protzi Hartwig, 1900
- Alona quadrangularis (O. F. Muller, 1785)
- Alona rectangula Sars, 1862
- Alona weltneri Keilhack, 905
- Alonella excisa (Fischer, 1854)
- Alonella exigua (Lilljeborg, 1853)
- Alonella nana (Baird, 1850)
- Disparalona rostrata (Koch, 1841)
- Anchistropus emarginatus Sars, 1862
- Anchistropus minor Birge, 1893
- Camptocercus lilljeborgi Schoedler, 1863
- Camptocercus macrourus (O. F. Muller, 1785)
- Camptocercus rectirostris Schoedler, 1862
- Chydorus. Powiększenie 200X, technika oświetleniowa - polaryzacja.Chydorus gibbus Lilljeborg, 1880
- Chydorus ovalis Kurz, 1874
- Chydorus piger Sars, 1862

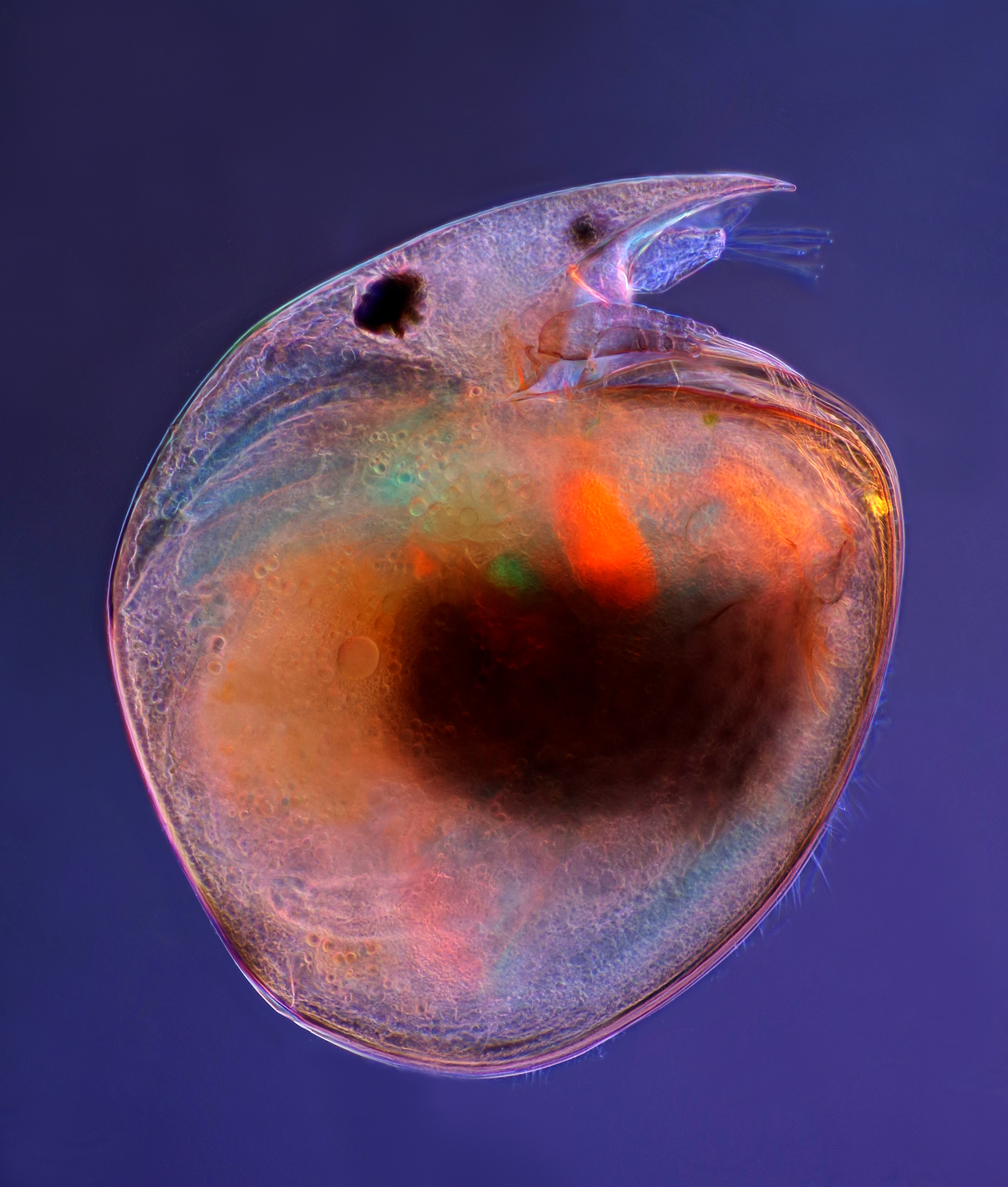
Chydorus. Powiększenie 200X, technika oświetleniowa - polaryzacja.

- Chydorus pigroides Lilljeborg, 1901
- Chydorus sphaericus (O. F. Muller, 1785)
- Pseudochydorus globosus (Baird, 1843)
- Dunhevedia crassa King, 1853
- Eurycercus lamellatus (O. F. Muller, 1783)
- Graptoleberis testudinaria (Fischer, 1848)
- Kurzia latissima (Kurz, 1874
- Leydigia acanthocercoides (Fischer, 1854)
- Leydigia leydigi (Schoedler, 1858)
- Monospilus dispar Sars, 1862
- Oxyurella tenuicaudis (Sars, 1862)
- Pleuroxus aduncus (Jurine, 1820)
- Pleuroxus laevis Sars, 1862
- Pleuroxus striatus Schoedler, 1863
- Pleuroxus trigonellus (O. F. Muller, 1785)
- Pleuroxus truncatus (O. F. Muller, 1785)
- Pleuroxus uncinatus Baird, 1850
- Rhynchotalona falcata (Sars, 1862)
- Biapertura affinis (Leydig, 1860)
- Biapertura intermedia (Sars, 1862)
- Treptocephala ambigua (Lilljeborg, 1900)

Rodzina Polyphemidae
- Polyphemus pediculus (Linnaeus, 1778)
- Podon intermedius Lilljeborg, 1853
- Podon leuckarti (Sars, 1862)
- Podon polyphemoides (Leuckart, 1859)
- Bythotrephes longimanus Leydig, 1860
- Evadne nordmanni Loven, 1836

Rodzina Leptodoridae
- Leptodora kindti (Focke, 1844)